# Regression (psykologi)
 For alternative betydninger, se Regression. (Se også artikler, som begynder med Regression)
Regression er et udtryk inden for psykologi. Regression er, mentalt, at gå tilbage i tid i det øjeblik, man bliver stillet over for et valg, som man ikke kan forholde sig til. Det ses ofte hos små børn, der lige har lært at gå – der overgår dem en uheldig oplevelse, og de begynder at kravle igen, selvom de egentlig godt kan gå, fordi dette er noget de er trygge ved.